# Henuttaui (főpapnő)
Henuttaui ókori egyiptomi főpapnő, Ámon isteni felesége a XXI. dinasztia idején.
Apja valószínűleg II. Pinedzsem, Ámon főpapja, anyja Iszetemheb, Ámon énekesnője. Szülei mindketten Menheperré Ámon-főpap gyermekei voltak, aki testvére volt a Henuttaui előtti Ámon isteni feleségének, Maatkarénak. Henuttaui csak pár usébtiről ismert.